# Luchthaven Båtsfjord
Luchthaven Båtsfjord (IATA: BJF, ICAO: ENBS) is een vliegveld bij Båtsfjord in  Finnmark in het noorden van  Noorwegen. 
Båtsfjord is een nieuw vliegveld. Het werd geopend in 1999 en heeft een moderne terminal en een landingsbaan van 1.000 meter. Het vliegveld wordt bediend door Widerøe die dagelijkse vluchten verzorgt naar Berlevåg, Vadsø,  Vardø en Mehamn.